# فرودگاه صحرایی هندرسون
فرودگاه صحرایی هندرسون (به انگلیسی: Henderson Field (Midway Atoll)) یک فرودگاه همگانی با کد یاتا MDY است که یک باند فرود آسفالت دارد. این فرودگاه در شهر «جزیره مرجانی مْیدْوِی = Midway» کشور ایالات متحده آمریکا قرار دارد.